# ゼク・アイン
ゼク・アイン (XEKU-EINS) は、「ガンダムシリーズ」に登場する架空の兵器で、有人操縦式の人型ロボット兵器「モビルスーツ」 (MS) のひとつ。初出は、1987年から1990年まで『モデルグラフィックス』誌上で連載されていた小説・フォトストーリー『ガンダム・センチネル』。
「地球連邦軍」が、敵対勢力である「ジオン公国軍」から接収した施設と技術をもとに製造した量産機。頭部のモノアイ（一つ目）カメラといったジオン系MSの特徴を持ち、「ザクII」を参考にした堅実な汎用機として設計されている。劇中では、連邦軍を離反した青年将校による反乱部隊「ニューディサイズ」の主力機として登場する。
メカニックデザインはカトキハジメ（『センチネル』連載当時は「かときはじめ」）。
本記事では、発展機のゼク・ツヴァイやゼク・ドライについても記述する。

## 設定解説
ジオン公国軍が開発したザクIIは汎用性に優れた機体であったが、グリプス戦役期のMSは大型化・大火力化に突き進んでしまい、MSの汎用性は失われていった。そこでザクの設計思想をもう一度採用することにより、新世代の汎用量産機を目指して開発されたのが本機である。
「アイン」はドイツ語で「1」を意味し、ゼクシリーズ（Xシリーズ）の1番目でもあった。
かつてペズン計画が進められていたジオンのMS工廠である小惑星ペズンで設計・開発されたことから、ジオン系の技術色が強い。意匠の点では、モノアイや小隊長機の頭部のザクIIやゲルググなどと同様のブレードアンテナなどにそれが反映されている。
両肩の各ラッチには実行する作戦に合わせて各種兵装を装備できるが、このコンセプト自体はジオン公国軍のMS開発計画の一種である「MS-X」プロジェクトにおいてすでに確立されており、同時期のネオ・ジオンにおいてもザクIIIによって採用されている。
ペイロードには充分な余裕を持たせたほか、目的別のオプション交換で幅広い運用を可能にするため、ムーバブル・フレームは単純かつ堅牢に、姿勢制御バーニアも剥き出しにしないよう、それぞれ設計された。また、乗員優先の設計としてコクピット付近は重点的に重装甲化された。
これらの特徴は「MS-X」計画をベースとしながらも、連邦系のMS設計思想を合流させたものである。
既存の完成された技術をまとめあげて信頼性を確保するなど、本機自体の設計は完成度が高い。しかし、本機はペズン駐留の連邦軍教導団によって戦術データ蓄積用に使われながら、研究開発を細々と続けるに留まっており、やがてニューディサイズが全機材を持ち出したうえでペズンを破壊したため、技術的な系譜は途絶えることとなった。
兵装
第1種兵装
通常ビーム兵器携帯仕様。
月面降下のために両肩にプロペラント・タンクも装備できる。携帯するビーム・ライフルは若干の改修が見られるが、ガンダムMk-IIのものとほぼ同型である。
第2種兵装
長距離攻撃（遠射ガンナー）仕様。
左肩ラッチにディスク・レドームを搭載し、ビーム・スマートガンを装備する。右肩のシールドはスマートガンの重量を緩和するため、装備しない。
第3種兵装
要塞戦仕様。
実体弾によるマシンガンやバズーカなどを使用し、両肩のラッチにマガジンドラムを搭載する。マガジンドラムにはおよそ6000発入り、自動装填装置を内蔵している。
専用マシンガンは極力単純な構造で設計され、信頼性および耐久性を向上。口径は120mm。弾種は徹甲弾など。毎分360発から540発を射出する。
上記のほか、6連装ミサイルランチャーを両肩のラッチに装備することもあったようである。また、上記の兵装のみに留まらず、豊富に用意されたオプション兵装を組み合わせることで様々な任務に対応した。
劇中での活躍
ニューディサイズによるペズンの反乱が勃発すると、本機はその主力MSとして実戦に投入されることになる。多数のオプション兵装に支えられた汎用性を十全に発揮し、ペズン防衛戦での長距離狙撃や月面のエアーズ市への降下など、あらゆる任務をこなした。

## ゼク・ツヴァイ
ゼクシリーズの2番目の機体であり、実戦本位の重MSとして開発された。「ゼク・アインに倍する性能」を謳い、高火力・高機動性を備えた大型MS。グリプス戦役期から第一次ネオ・ジオン抗争期に懸けてMSの重火力/多機能化に伴う大型化に至る、恐竜的進化の潮流に乗った機体の一つである。
後背部に接続された大型推進ブロック（バック・パックおよびテール・パック）や増加ブースターにより、従来のMSに比較して前後幅が長大であることなどから、一概に人型とは言えない形態を持つ。
ジオン公国軍は80tクラスまでをMSの実用的限界と考え、それを超える大型機動兵器はモビルアーマー (MA) として計画したが、連邦軍ではRX-78の大戦果による「ガンダム信仰」や、MAの撃破をMSで果たした実績への重視が根強く、MSの大型化・高出力化へのこだわりがあった。ゼク・ツヴァイが人型からの逸脱をみせながらもあくまでもMSとされたのは、これに起因するとされる。
両肩にマニピュレーター付きサブアームが2基ずつ計4基が設置され、武器の支持・操作などメインアームの補助に用いられる。両肩上部のラッチはゼク・アインの倍の計4基に増加したほか、機体各部にハードポイントを備え、ゼク・アインと共通の各種オプション兵装を装備できる。中でも、ゼク・アイン第2種兵装のビーム・スマートガンは標準装備とされ、遠射戦能力も重視している。
ただし、高性能のみを追求するあまり、兵器としての整備や運用面が無視される傾向が見られ、特に本機は機体サイズから連邦軍の標準的巡洋艦であるサラミス改ではエレベーターにも載らず、艦内へ収容不可能となったため、母艦としてアレキサンドリア級重巡洋艦以上が必要となるなど、艦載運用面での致命的な欠点を抱えてしまい、せっかくの高性能も価値が激減する結果になった。メッサーラやバウンド・ドックのような限定された条件下で使用される実験機と異なり、汎用MSを目指した本機にとってこれらは重大な問題であった。また、増加ブースターについてもゲターを用いれば不必要な装備であり（ゲターと違い、使い捨てとの点でも不経済）、MS単体で何でも可能とする思想の弊害を受けた「現場を無視して技術者の興味本位で造られた機体」である観が強く、後継のゼク・ドライは再び汎用性を重視した小型MSに回帰することとなる。
雑誌連載時はいわゆる最終MSの位置づけだったが、単行本版ではゾディ・アックの登場により、準量産型MSに改められた。

## ゼク・ドライ
ゼクシリーズ3番目の機体。2機種の発展型で、恐竜的進化を辿ったゼク・ツヴァイからゼク・アインのコンセプトに戻り、機体の小型化とゼク・アイン以上のバランス重視の機体を目指して設計された。
しかし、ペズンの乱が発生したことによって開発陣が拘束され、開発拠点のペズンも核で爆破されたことから、ゼクシリーズそのものの開発が中断された。
上記のように設定されているが、画稿は描かれていない。

## 立体化
ゼク・アインは2001年にHGUC 1/144スケールでガンプラとして立体化されたが、ゼク・ツヴァイは長らく立体化されず、約15年後の2016年にバンダイ食玩の「ユニバーサルユニット」シリーズとしてようやく立体化された。ゼク・ドライは2021年現在でも立体化されていない。